# It Started in Paradise
Pour plus de détails, voir Fiche technique et Distribution.
It Started in Paradise est un film britannique réalisé par Compton Bennett, sorti en 1952.

## Synopsis
L'histoire d'un maison de couture du West End.

## Fiche technique
- Titre original : It Started in Paradise
- Réalisation : Compton Bennett
- Scénario : Marghanita Laski
- Direction artistique : Edward Carrick
- Décors : Vernon Dixon
- Costumes : Sheila Graham
- Photographie : Jack Cardiff
- Son : C.C. Stevens, Gordon K. McCallum
- Montage : Alan Osbiston
- Musique : Malcolm Arnold
- Production déléguée : Earl St. John
- Production : Sergei Nolbandov, Leslie Parkyn
- Société de production : British Film Makers
- Société de distribution : General Film Distributors
- Pays d'origine :  Royaume-Uni
- Langue originale : anglais
- Format : couleur (Technicolor) — 35 mm — 1,37:1 — son mono
- Genre : drame
- Durée : 94 minutes
- Dates de sortie : Royaume-Uni : 28 octobre 1952

## Distribution
- Jane Hylton : Martha Watkins
- Ian Hunter : Arthur Turner
- Terence Morgan : Edouard
- Muriel Pavlow : Alison
- Martita Hunt : Mme Alice
- Brian Worth : Michael
- Ronald Squire : « Mary Jane »
- Kay Kendall : Lady Caroline Frencham
- Joyce Barbour : Lady Burridge
- Harold Lang : M. Louis
- Margaret Withers : Miss Madge
- Lucienne Hill : Mme Lucienne
- Diana Decker : Crystal Leroy
- Arthur Lane : Sydney Bruce
- Dana Wynter : Barbara (mannequin)
- Alan Gifford : le capitaine américain